# كفر الزيت
كفر الزيت هي إحدى القرى اللبنانية من قرى قضاء حاصبيا في محافظة النبطية.